# 大丰市人民医院
大丰市人民医院，是中华人民共和国江苏省的一所医院，为二级甲等医院，位于大丰县健康东路9号。

## 规模
大丰市人民医院总床位318张，日门诊量400人次。